# Constituição da Etiópia
A atual Constituição da Etiópia, que é a lei suprema da República Democrática Federal da Etiópia, foi elaborada por uma Assembléia Constituinte, eleita em junho de 1994, e entrou em vigor em 21 de agosto de 1995. A nova Constituição foi adotada pelo governo de transição da Etiópia (1991-1995) em dezembro de 1994 e entrou em vigor depois das eleições gerais de maio-junho de 1995.
A constituição se compõe de 106 artigos organizados em 11 capítulos e prevê uma federação de nove regiões de base étnica. A forma de governo é republicana. O sistema político é o de um estado federal e o sistema de governo é parlamentar bicameral, com uma câmara baixa (Câmara de Representantes dos Povos) e uma câmara alta (Câmara Federal). O presidente da república tem um papel essencialmente cerimonial como chefe de Estado, enquanto o Poder Executivo é exercido por um Conselho de Ministros liderado pelo Primeiro-ministro, que é o chefe de governo.
A constituição etíope também prevê expressamente um conjunto de direitos humanos básicos. O artigo 13 especifica que esses direitos e liberdades serão interpretados de acordo com a Declaração Universal dos Direitos Humanos, o Pacto Internacional sobre Direitos Civis e Políticos e outros instrumentos internacionais adotados pela Etiópia. O documento garante ainda que todas as línguas etíopes terão igual reconhecimento estatal, embora o amárico seja especificado como a língua de trabalho do governo federal.
A Etiópia tem uma tradição de governo altamente pessoal e fortemente centralizado, um padrão que a Frente Democrática Revolucionária do Povo Etíope (a coalizão atualmente no governo) seguiu, apesar dos limites constitucionais ao poder federal.
Anteriormente, a Etiópia havia tido três constituições, sendo que a última delas era de 1987. As primeiras eleições gerais realizadas após a adoção da Constituição de 1995 ocorreram em 2000.